# Hymen (anatomie)
Pour les articles homonymes, voir Hymen.
L’hymen est une membrane qui, chez la femme, ainsi que pour plusieurs espèces de mammifères,, ferme partiellement l'ouverture du vagin et sépare la cavité de ce dernier de la vulve. Toutes les femmes ne possèdent pas forcément un hymen, et contrairement aux idées reçues, quand il est présent, il ne se déchire pas lors du premier rapport sexuel avec pénétration vaginale, mais se détend,. Dans les sociétés  attribuant une haute valeur à la chasteté des femmes avant le mariage, la présence d'un hymen intact est considérée comme une garantie de la virginité.

## Étymologie
Le mot hymen vient du bas latin hymen, dérivé du grec ancien ὑμήν / hymḗn (« membrane »), provenant lui-même de l’indo-européen commun *syuh₁- (« coudre »).
Hymen (ou Hyménée), dans la mythologie romaine, ou Hyménaios (Ὑμέναιος), dans la mythologie grecque, fils de Bacchus (Dionysos) et de Vénus (Aphrodite), était par ailleurs le dieu du mariage.

## Origine embryologique
L'hymen dérive de l'interface entre le sinus urogénital et les canaux de Müller qui se sont ouverts l'un dans l'autre pour former l'utérus. Au contact du sinus urogénital, le tissu mésodermique müllerien s'épaissit puis va se vacuoliser. La vacuole va s'ouvrir du côté du sinus urogénital et former l'hymen mais aussi du côté des canaux du Müller ce qui va former le col de l'utérus.

## Morphologie

Formes différentes de l'hymen

L'hymen n'est pas limité à l'espèce humaine ; on le retrouve, entre autres, chez les lamas, les éléphants, les chimpanzés, les rats et certaines baleines,. Chez la femme, l'hymen est situé à l'entrée du vagin.
En général, la membrane de l'hymen n'obstrue pas l'entrée du vagin et permet le passage des menstruations et des sécrétions vaginales à travers différentes formes d'ouverture :
- hymen annulaire : forme la plus courante, avec ouverture centrale ;
- hymen semi-lunaire : ouverture contre la paroi vaginale ;
- hymen labié : mince fente horizontale ou verticale ;
- hymen bridé : traversé d'une bande de peau plus résistante ;
- hymen criblé : percé de plusieurs petites ouvertures ;
- hymen en carène ;
- etc.

Dans de rares cas, des femmes naissent avec un hymen clos qui ferme complètement le vagin, ce qui exige, avant la puberté, une intervention médicale (d'un gynécologue, le plus souvent) pour laisser s'écouler les règles et les sécrétions vaginales. D'autres cas rares rapportent un hymen si épais et résistant (scléreux) qu'il faut également le faire ouvrir par un médecin pour éviter une douleur trop importante à la femme pendant la pénétration. L'intervention visant à inciser ou exciser l'hymen s'appelle hyménotomie.

## Point de vue de l'évolution
Il est assez difficile de déterminer, compte tenu de la théorie de l'évolution, ce qui a pu conduire à l'existence d'une proportion importante de femmes ayant cette membrane.
Une des justifications proposées est que pour les sociétés humaines primitives patriarcales, une femme avait tout intérêt à rester en couple[réf. nécessaire]. La douleur du premier accouplement aurait selon cette hypothèse permis que la décision de s'accoupler ne soit pas prise à la légère, pour éviter aux femmes de se retrouver enceintes d'un homme qui les abandonnera. Cette explication semble toutefois douteuse dans la mesure où pour d'autres mammifères chez lesquels la femelle a un hymen, l'accouplement ne crée pas de lien social. De plus, les mâles des espèces pour lesquelles la femelle a un hymen ne cherchent pas particulièrement à cibler les femelles vierges[réf. nécessaire].
Une autre explication est que l'hymen est une conséquence de l'évolution depuis des espèces pour lesquelles il a un tout autre intérêt. Pour la baleine par exemple, il protège son vagin de l'eau jusqu'à ce qu'elle ait mis bas au moins une fois.

## Hymen et virginité
On désigne par défloration ou de façon populaire dépucelage la première pénétration d'un pénis dans un vagin ; si cette pénétration y détend normalement l'hymen, sa présence ou son absence ne prouve formellement ni la virginité ni l'activité sexuelle de la femme. On estime que presque la moitié des femmes ne présentent pas de saignements lors de leur premier rapport sexuel ; la présence ou non de saignements lors de cet événement n'est donc en aucun cas une preuve de virginité. Il se peut, de plus, que des saignements apparaissent lors du ou des rapports sexuels suivants, dans le cas où l'hymen ne se serait pas assez détendu lors du premier rapport.
Il peut arriver que l'hymen soit plus détendu par l'utilisation d'un tampon hygiénique. Cependant, si l'ouverture de l'hymen est suffisante pour permettre l'insertion du tampon, elle permet généralement également de le laisser ressortir sans se détendre davantage.
D'autre part, certaines femmes peuvent avoir une pénétration par un pénis sans même que l'hymen ne soit détendu (hymen complaisant). Le franchissement de l'hymen n'est pas forcément douloureux.
Pour toutes ces raisons, l'hymen ne peut pas être considéré comme le garant de la virginité d'une femme. Il peut d'ailleurs être restauré chirurgicalement pour feindre la virginité par l'hyménoplastie (réfection de l'hymen).

## Mythologie
Hymen, fils de Bacchus et de Vénus, présidait aux mariages. On le représente sous la figure d'un jeune homme blond, couronné de roses, portant un flambeau et enveloppé dans un voile blanc et brodé de fleurs.
Le terme anatomique découle de ce personnage ; l'expression « tenir la chandelle » aussi.